# Temnora kala
Temnora kala är en fjärilsart som beskrevs av Philippe Darge 1975. Temnora kala ingår i släktet Temnora och familjen svärmare. Inga underarter finns listade i Catalogue of Life.